# كراسنوارميسك (مقاطعة ساراتوف)
كراسنوارميسك، ساراتوف أوبلاست (بالروسية: Красноармейск) هي إحدى مدن روسيا في الكيان الفدرالي الروسي ساراتوف أوبلاست.